# سوزان ريتشاردسون
سوزان ريتشاردسون (بالإنجليزية: Susan Richardson)‏ هي ممثلة أمريكية، ولدت في 11 مارس 1952 بكوتسفيل في الولايات المتحدة.

## أعمال

### أفلام
- (1973) زخرفة أمريكية[3][4][5]

### مسلسلات
- أيام سعيدة

## وصلات خارجية
- سوزان ريتشاردسون على موقع IMDb (الإنجليزية)
- سوزان ريتشاردسون على موقع ألو سيني (الفرنسية)
- سوزان ريتشاردسون على موقع أول موفي (الإنجليزية)
- سوزان ريتشاردسون على موقع إن إن دي بي (الإنجليزية)
- سوزان ريتشاردسون على موقع قاعدة بيانات الفيلم (الإنجليزية)
- سوزان ريتشاردسون على موقع كينوبويسك (الروسية)